# Sumpfkaninchen
Das Sumpfkaninchen (Sylvilagus aquaticus) ist die größte Art der Baumwollschwanzkaninchen (Sylvilagus) und ist in den Sümpfen und Feuchtgebieten der südlichen Vereinigten Staaten, vom östlichen Texas und Kansas bis South Carolina, verbreitet. Es ist ein guter Schwimmer.

## Merkmale
Das Sumpfkaninchen ist in seinem Aussehen ein typischer Vertreter der Baumwollschwanzkaninchen und ähnelt entsprechend den anderen Arten dieser Gattung. Es gehört allerdings zu den größten Vertretern und erreicht bei beiden Geschlechtern ein Gewicht von 1,6 bis 2,7 Kilogramm, eine Kopf-Rumpf-Länge von 45 bis 55 cm bei einer Schwanzlänge von 50 bis 74 mm. Seine Ohren sind relativ klein. Kopf, Rumpf und die Schwanzoberseite sind rostbraun bis schwärzlich, Kehle, Bauch und Schwanzunterseite weiß. Die Pfoten sind heller, oft auch rötlich. Um die Augen zeigt sich ein zimtfarbener Ring.

## Lebensweise

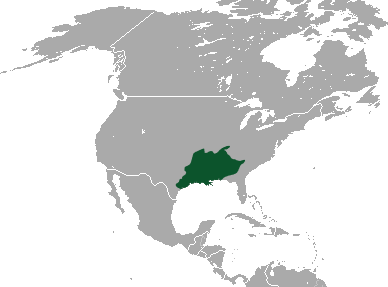
Verbreitungsgebiet des Sumpfkaninchen

Sumpfkaninchen ernähren sich von verschiedenen Pflanzen, die in ihrem Lebensraum wachsen. Dazu gehören vor allem verschiedenste Gräser und Schilf. Im Unterschied zu anderen Baumwollschwanzkaninchen sind sie territorial. Die Männchen verteidigen ihr Revier mit Rufen und Duftmarkierungen, die sie mit ihrer Kinndrüse abgeben. Sumpfkaninchen legen oberirdische Nester in kleinen Bauten aus totem Pflanzenmaterial an und polstern diese mit abgerupftem Fell.
Die Tiere sind sehr gute Schwimmer und kreuzen sehr häufig Wasserströme, Teiche und Flüsse. Um sich vor ihren Feinden zu verstecken, sitzen sie häufig im flachen Wasser und lassen nur die Nase zur Atmung hinausragen. Tagsüber während der größten Hitze rasten sie auf Baumstümpfen, in niedrigen Astgabelungen und auf erhöhten Grasflecken im Sumpfland.

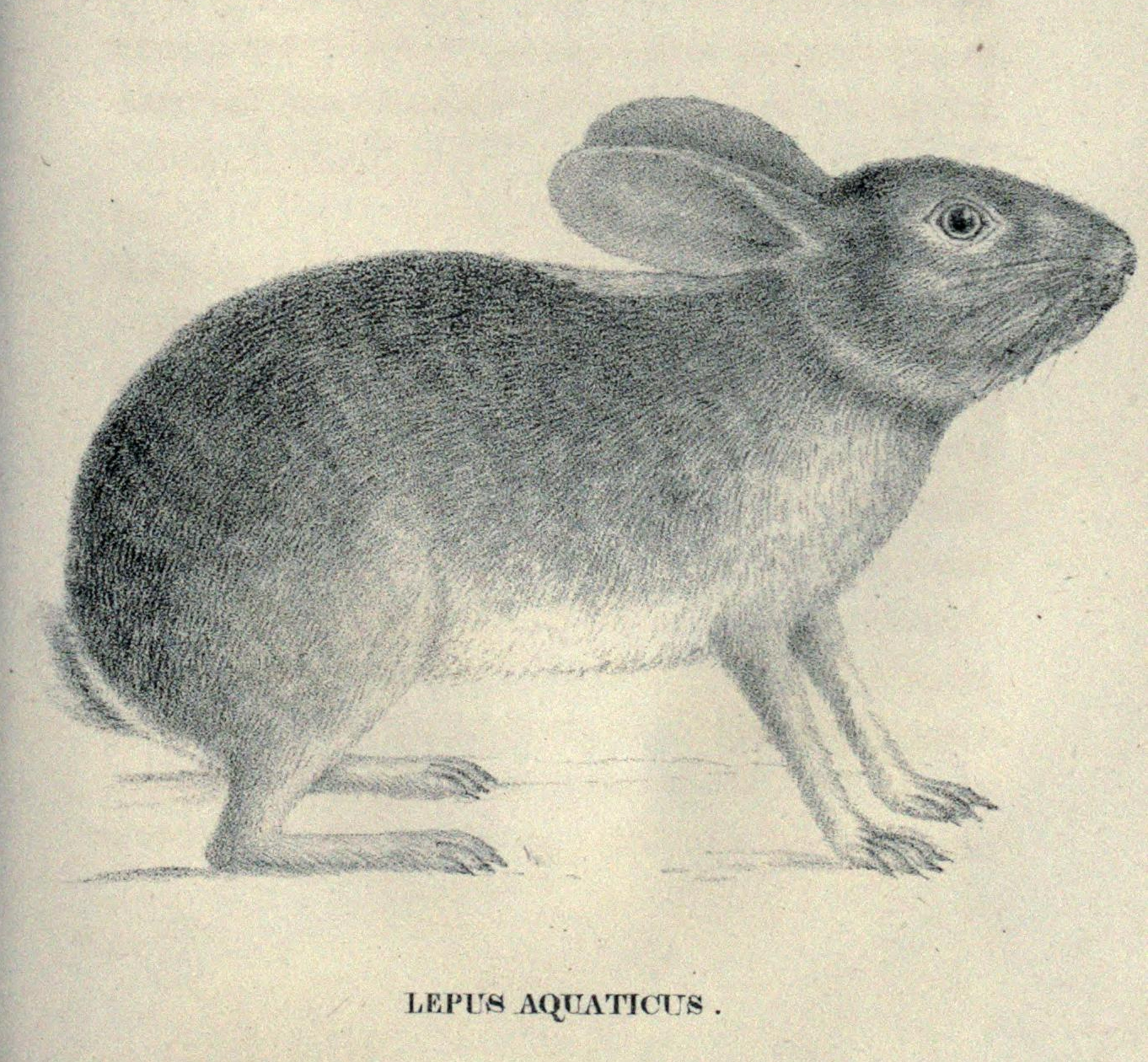
Illustration des Lepus aquaticus in der Erstbeschreibung von John Bachman, 1837

## Systematik
Das Sumpfkaninchen wird als eigenständige Art den Baumwollschwanzkaninchen (Gattung Sylvilagus) zugeordnet. Wissenschaftlich erstbeschrieben wurde es 1837 als Lepus aquaticus von dem amerikanischen Naturgelehrten und Priester John Bachman.

## Gefährdung und Schutz
Das Sumpfkaninchen wird von der International Union for Conservation of Nature and Natural Resources (IUCN) aufgrund der Bestandsgröße und des großen Verbreitungsgebietes als nicht gefährdet (least concern) eingestuft. Ein Rückgang der Populationen und eine Gefährdung sind nicht bekannt.

## Kulturelle Bedeutung

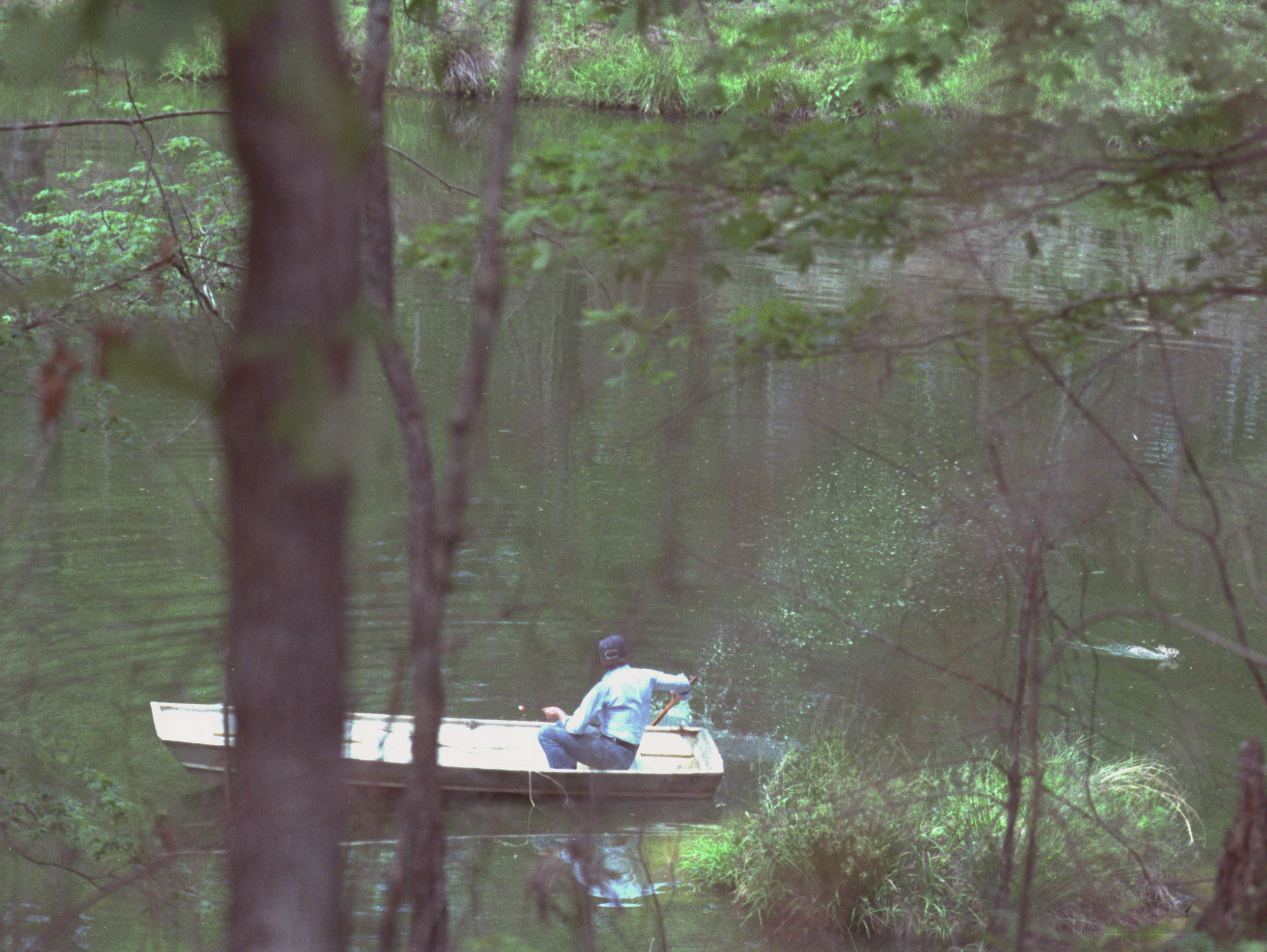
Jimmy Carters Begegnung mit einem Sumpfkaninchen

1979 machten die amerikanischen Medien ein Sumpfkaninchen zum Thema, das versucht hatte, zu dem kleinen Kahn des damaligen US-Präsidenten Jimmy Carter zu schwimmen. Carter war auf einem Angelausflug, als ein aufgescheuchtes Sumpfkaninchen auf sein Boot zuschwamm. Er spritzte mit einem Paddel Wasser auf das Kaninchen, um es zu vertreiben. Die Presse verlieh dem Kaninchen den Titel „Killerkaninchen“, in Anspielung auf das gewalttätige Kaninchen in dem Film Die Ritter der Kokosnuß.

## Belege
1. 1 2  Sylvilagus aquaticus in der Roten Liste gefährdeter Arten der IUCN 2006. Eingestellt von: Lagomorph Specialist Group, 1996. Abgerufen am 12. Mai 2006.
2. ↑  Don E. Wilson & DeeAnn M. Reeder (Hrsg.): Sylvilagus aquaticus (Memento des Originals vom 23. Dezember 2016 im Internet Archive)  Info: Der Archivlink wurde automatisch eingesetzt und noch nicht geprüft. Bitte prüfe Original- und Archivlink gemäß Anleitung und entferne dann diesen Hinweis. in Mammal Species of the World. A Taxonomic and Geographic Reference (3rd ed).
3. ↑  John Bachman: Observations on the different species of hares (genus Lepus) inhabiting the United States and Canada. Journal of the Academy of Natural Sciences of Philadelphia 7, 1837; S. 282–361. (Digitalisat)